# Synagris
Synagris (лат.) — род одиночных ос (Eumeninae). Известно около 50 видов.
Некоторые виды ос Synagris обладают выраженным половым диморфизмом, и самцы имеют заметные морфологические вторичные половые признаки, включая метасомальные пластинчатые или угловатые выступающие структуры и рогоподобные или клыкоподобные мандибулярные и/или клипеальные выступы. Самцы используют свои крупные жвалы с торчащими клыками (длиной до 15 мм) в конкуренции между самцами за ячейки грязевых гнезд, в которых находятся готовящиеся к появлению самки, а также заметно размахивают ими при угрозе.
Немногочисленные виды Synagris, биология которых известна, отличаются тем, что охраняют свои гнезда и даже посещают и кормят личинок во время их развития (прогрессивное питание), что является примитивно социальным поведением, необычным для эвменин, которые обычно практикуют массовое питание.

## Распространение
Афротропика и Палеарктика (Аравийский полуостров).

## Описание
Осы крупных размеров (около 2 см; ширина головы около 5 мм). Основная окраска чёрная с жёлтыми или красновато-оранжевыми отметинами. Характеризуются следующим сочетанием признаков: крупные или очень крупные «одинериновые» осы, нижнечелюстные щупики 3-члениковые, нижнегубные состоят из 3 сегментов (формула 3,3; у свежевылупившихся экземпляров может быть больше сегментов в максиллярных пальпах), лабиальные пальпы нитевидные, верхнечелюстные пальпы уплощены, темя со срединной бороздой и цефалическими ямками, расположенными близко друг к другу, щека значительно шире глаза, задний край переднеспинки медиально усечен, щитик бороздчатый посередине, метанотум с боковыми выступами и без продольных килей, прилегающих к диску, аксиллярная ямка щелевидная, заднебоковые углы проподеума образованы в виде треугольных вдавленных долей, нижний киль проподеума пластинчатый, субмаргинальный киль проподеума в треугольной доле над проподеальной вальвулой (кроме S. cornuta и S. proserpina), престигма в два-три раза длиннее птеростигмы, вентральный край парамера вооружен толстым шипом.
Большинство гнезд Synagris cornuta построено на нижней стороне листьев Aframomum latifolium (Имбирные) с использованием почвы из термитников или старых гнезд S. cornuta, смоченных водой с листьев. Самки постепенно обеспечивают личинок и мацерируют кусочки гусеницы, прежде чем скормить их личинкам. Личиночный шелк, прикрепленный к листу через отверстие, оставленное матерью, может продлить срок жизни гнезд. Большинство гнезд состоит из 1—3 ячеек и может быть ограничено в размерах за счет веса на листьях. Обитатели значительной части ячеек гнезда не вышли из него из-за паразитизма жуков-веероносцев и гибели гнезда. Самцы проявляли поведение патрулирования, летая от гнезда к гнезду. Некоторые клыкастые самцы охраняли гнезда по несколько часов в день в течение нескольких дней. Самцы использовали свои клыки в конкуренции между самцами за ячейки грязевых гнезд, в которых находились готовящиеся к появлению самки, а также заметно размахивали ими при угрозе. Другие самцы оставались поблизости и подлетали к охраняемым самцам. Безоружные (без клыков-бивней, исходящих от основания жвал вверх-вперёд) самцы встречаются реже, и их поведение охраны не наблюдалась. Некоторые виды Synagris демонстрируют крупное оружие, которое, вероятно, является внутриполовым диморфизмом, другие просто демонстрируют необычное развитие мандибул, а третьи вообще не имеют оружия. В зависимости от вида самцы меньше, равны или крупнее самок. У двух видов (S. cornuta и S. proserpina) самцы в среднем крупнее самок, а крупные самцы имеют клыки-бивни (до 15 мм) на жвалах.

## Систематика
Около 50 видов. Таксон Synagris был впервые выделен в 1802 году французским энтомологом Пьером Андре Латрейем с типовым видом Vespa cornuta F. (= V. cornuta Linnaeus, 1758). Включён в состав трибы Odynerini. Близок роду Pseudagris, который ранее был подродом в Synagris.
Подрод Hypagris de Saussure, 1855
- Synagris abyssinica Guerin, 1848
- Synagris aestuans (Fabricius, 1781)
- Synagris analis Saussure, 1852
- Synagris biplagiata Gusenleitner, 2005[9]
- Synagris calida (Linnaeus, 1758)
- Synagris crassipes Kohl, 1894
- Synagris elephas Andre, 1895
- Synagris fasciata Mocsary, 1903
- Synagris kohli Maidl, 1914
- Synagris maxillosa Saussure, 1863
- Synagris mirabilis Guerin, 1848
- Synagris negusi Buysson, 1906
- Synagris rubescens Giordani Soika[англ.], 1989[10]
- Synagris spiniventris (Illiger, 1802)
- Synagris spinosuscula Saussure, 1852
- Synagris stridens Giordani Soika, 1987[11]

Подрод Paragris de Saussure, 1855
- Synagris huberti Saussure, 1856
- Synagris ornatissima Maidl, 1914
- Synagris parvula Schulthess, 1928
- Synagris rufopicta Tullgren, 1904
- Synagris huberti de Saussure, 1856
- Synagris ornatissima Maidl, 1914
- Synagris parvula Schulthess, 1928
- Synagris rufopicta Tullgren, 1904

Подрод Synagris Latreille, 1802
- Synagris cornuta (Linnaeus, 1758)
- Synagris fulva Mocsary, 1903
- Synagris proserpina Gribodo, 1891
- Synagris similis Maidl, 1914

Другие
- Synagris abdominalis de Saussure, 1856
- Synagris aequatorialis de Saussure, 1852
- Synagris aethiopica de Saussure, 1863
- Synagris affinis de Saussure, 1863
- Synagris bellicosa de Saussure, 1852
- Synagris bimaculata Maidl, 1914
- Synagris capitata de Saussure, 1863
- Synagris combusta de Saussure, 1863
- Synagris dentata de Saussure, 1852
- Synagris flavomaculata Meade-Waldo, 1911
- Synagris heydeniana de Saussure, 1863
- Synagris hoplopoides Schulthess, 1923
- Synagris junodiana Schulthess, 1899 → Pseudagris
- Synagris mandibularis de Saussure, 1863
- Synagris mediocarinata Giordani Soika, 1944 → Rhynchagris
- Synagris minuta de Saussure, 1852
- Synagris niassae Stadelmann, 1897
- Synagris quadripunctata Tullgren, 1904
- Synagris spinolae de Saussure, 1856
- Synagris stuhlmanni Stadelmann, 1897
- Synagris trispinosa Buysson, 1910
- Synagris versicolor Schulthess, 1914 → Pseudagris